# Jaromír Šavrda
Jaromír Šavrda (25. května 1933, Ostrava – 2. května 1988 tamtéž) byl český spisovatel, disident a chartista.

## Životopis
V letech 1945–1951 byl studentem gymnázia v Českém Těšíně. Následně mezi léty 1951–1956 vystudoval Filozofickou fakultu na Karlově univerzitě v Praze. V letech 1967–1972 dálkově studoval i Právnickou fakultu Univerzity Karlovy, ze studia byl ale těsně před promocí vyloučen a titul mu byl za toto studium udělen až in memoriam v roce 1991.
V letech 1956 až 1957 byl ředitelem Okresního domu osvěty v Jilemnici, poté pracoval v Ostravě jako osvětář a knihovník. V letech 1959 až 1963 byl učitelem českého jazyka a literatury na jedenáctileté škole v Ostravě-Porubě. Následně pracoval jako učitel na hornickém učilišti a poté jako pomocný dělník v ZOO. V letech 1968–1969 byl novinářem v deníku Nová svoboda. Z něj byl kvůli svému nesouhlasu s okupací vojsky Varšavské smlouvy donucen odejít. Stal se poté podnikovým právníkem nakladatelství PULS. Získat práci v nakladatelství PULS mu pomohl jiný ostravský spisovatel, Ota Filip, s kterým se Šavrda znal už z redakce deníku Nová Svoboda. V nakladatelství PULS pracoval do roku 1971, následně byl nucen odejít i z této pracovní pozice a práci získává jen jako skladník v Geologickém průzkumu Ostrava. Od roku 1975 měl invalidní důchod.
Během normalizace se věnoval brněnské odnoži samizdatové edice Petlice. Jako první v Československu zde vydal Souostroví Gulag. Za tuto aktivitu byl v roce 1978 zatčen a odsouzen k 55 měsícům vězení. Po návratu z výkonu trestu se aktivně zapojil do Charty 77 a v září 1982 byl zatčen znovu – za pobuřování.
Byl jedním ze zakládajících členů organizace Společnost přátel USA.
V roce 1993 byl jmenován čestným občanem města Ostravy. V roce 1998 mu byl in memoriam udělen Řád Tomáše Garrigua Masaryka IV. třídy.
Pochován je na hřbitově v Ostravě-Hrabové. Je po něm pojmenována ulice Dr. Šavrdy v městské části Ostrava-Jih.

## Literární tvorba

### Sci-fi povídky a romány
- Příběhy z třetího času (1967), osm SF povídek

### Jiné práce
- Půjdeš, nevrátíš se (1964), detektivka
- Kniha královrahů (1971), román
- Cestovní deník (1984), básnická sbírka vydána v Mnichově
- Druhý sešit deníku (1986), pokračování opět z Mnichova
- Ostrov v souostroví (Nakladatelství: Pulchra, 2009), vybrané spisy, svazek 2
- Vězeň č. 1260 (Nakladatelství: Pulchra, 2009), vybrané spisy, svazek 1
- Tužkou na okraji (Nakladatelství: Pulchra, 2011), vybrané spisy, svazek 3